# Lepthyphantes ritae
Lepthyphantes ritae este o specie de păianjeni din genul Lepthyphantes, familia Linyphiidae, descrisă de Bosmans, 1985. Conform Catalogue of Life specia Lepthyphantes ritae nu are subspecii cunoscute.